# Wilhelm Jordan

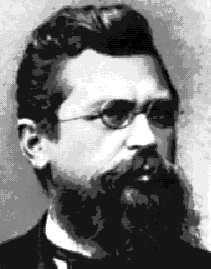
Wilhelm Jordan

Wilhelm Jordan (ur. 1842, zm. 1899) – niemiecki geodeta i matematyk.
Jest autorem fundamentalnego dzieła z dziedziny geodezji Handbuch der Vermessungskunde (ang. Textbook of Geodesy). W matematyce jest znany przede wszystkim jako twórca tzw. metody redukcji Gaussa-Jordana. Był profesorem politechnik w Hanowerze i Karlsruhe.